# Tangenziale Est di Padova
La tangenziale Est di Padova, corre in territorio comunale (a parte due brevi tratti di sconfinamento nei comuni di Albignasego e Ponte San Nicolò), e collega la zona sud della città alla zona est. È lunga circa 12 km e consta di 8 uscite, precisamente dalla 10 alla 18.
È classificata come strada extraurbana secondaria, anche se a carreggiate separate, per la maggior parte del percorso e denominata come corso I Maggio, corso Esperanto, corso Kennedy, corso Argentina e corso Irlanda. Dall'uscita 17 in direzione nord è classificata come strada extraurbana principale e numerata come SR 308 (ex SS 307).

## Percorso

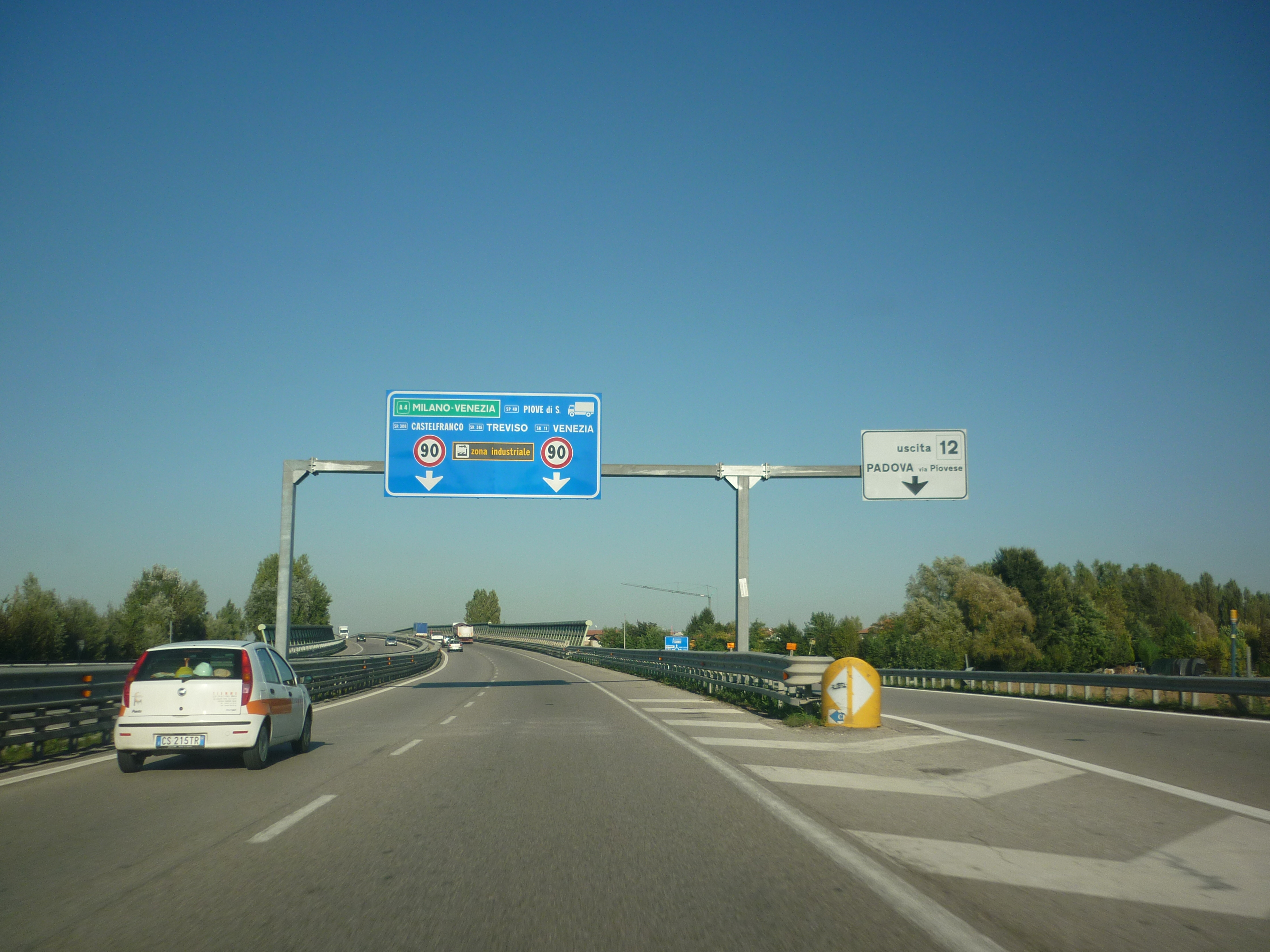
La tangenziale est in direzione nord

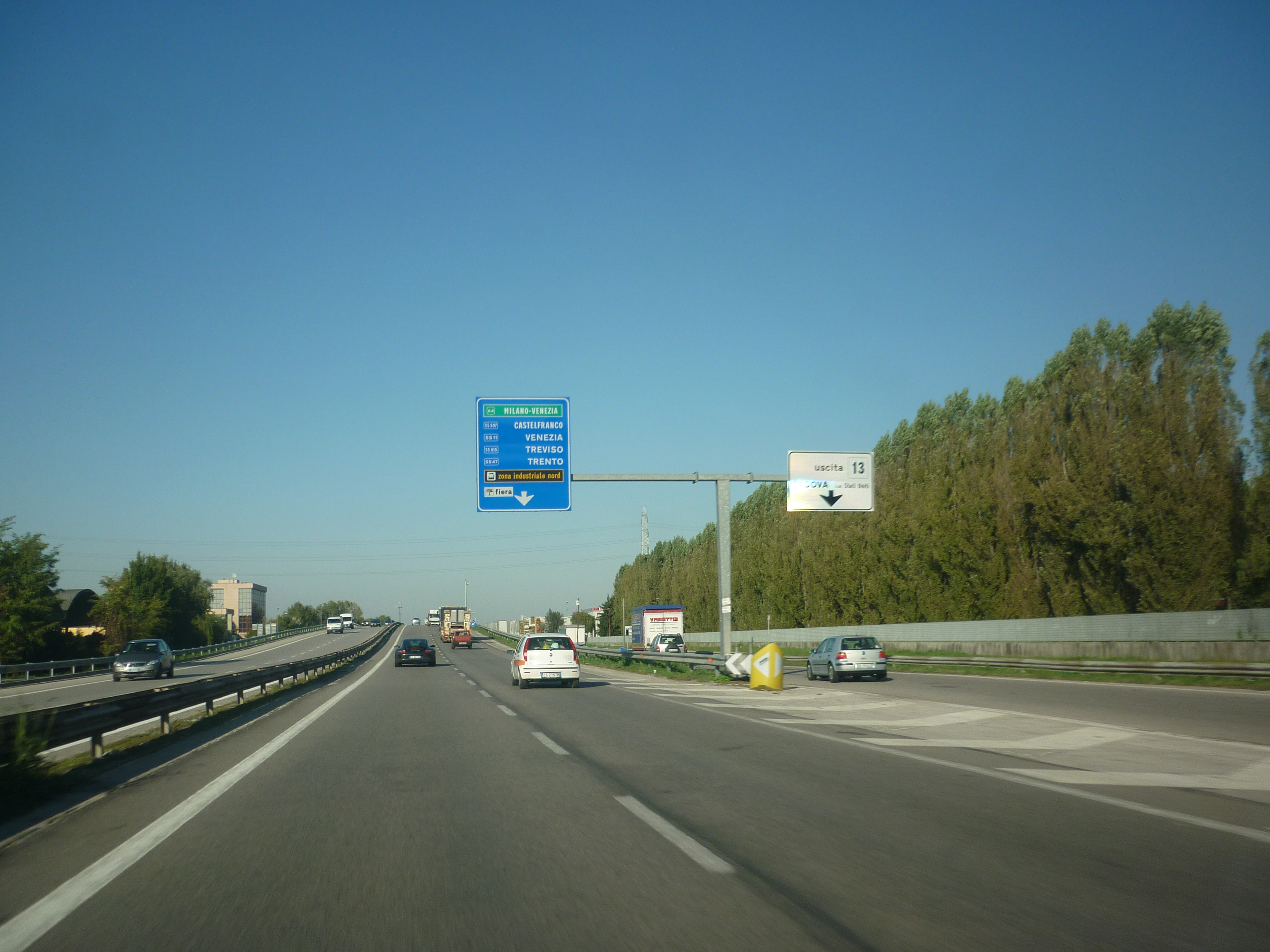
La tangenziale est nei pressi dell'uscita 13 in direzione nord

La prima uscita si trova in via Guizza (10), poi la strada prosegue parallela alla città di Padova, passando per l'interporto, per il futuro porto e per la zona industriale, fino ad arrivare alla zona est della città e al quartiere San Lazzaro. Nell'aprile del 2008 è stato aperto un nuovo cavalcavia che permette un agevole collegamento con la tangenziale Nord di Padova. Per la maggior parte del percorso la tangenziale est dispone di due corsie per senso di marcia più corsia d'emergenza. Per un breve tratto è a tre corsie per senso di marcia più corsia d'emergenza. Per tutto il percorso è a carreggiate separate.
| TANGENZIALE EST DI PADOVA                                                                                |               |
| Uscita                                                                                                   | Uscita Numero |
| Tangenziale Sud di Padova                                                                                |               |
| Padova Via Guizza - Q.re Guizza - P+TRAM                                                                 |               |
| Padova Via Bembo - Q.re Salboro - P+Bus                                                                  |               |
| Padova Via Piovese - Q.re Voltabarozzo - P+Bus Ospedale Sant'Antonio e Ospedale Centrale - Zona Ospedali |               |
| Padova Corso Stati Uniti - Padova Zona Industriale - Interporto Casello di Padova Zona Industriale       |               |
| Padova Via Vigonovese                                                                                    |               |
| Padova Viale della Navigazione Interna                                                                   |               |
| Padova Viale dell'Industria                                                                              |               |
| Casello A4 Padova Est Sheraton Padova Hotel                                                              |               |
| Padova San Lazzaro - Quadrante Est centro della città - IKEA                                             |               |
| Tangenziale Nord di Padova                                                                               |               |
| Nuova Strada Statale 307 del Santo - Castelfranco Veneto                                                 |               |

## La gestione
Il tratto classificato come SR 308 è gestito da Veneto Strade. Il resto è gestito dal Comune.